# Сесар Пінарес
Сесар Пінарес (ісп. César Pinares, нар. 23 травня 1991, Сантьяго) — чилійський футболіст, півзахисник клубу «Універсідад Католіка».
Виступав, зокрема, за клуб «Греміо», а також національну збірну Чилі.
Чемпіон Чилі. Володар Кубка Чилі. Володар Суперкубка Чилі.

## Клубна кар'єра
Народився 23 травня 1991 року в місті Сантьяго. Вихованець футбольної школи клубу «Коло-Коло». Дорослу футбольну кар'єру розпочав 2009 року в основній команді того ж клубу, в якій того року взяв участь у 2 матчах чемпіонату. 
Згодом з 2010 по 2020 рік грав у складі команд «К'єво», «Трієстина», «Сан-Луїс де Кільота», «Сантьяго Морнінг», «Депортес Ікіке», «Олімпіакос», «Уніон Еспаньйола», «Шарджа», «Коло-Коло» та «Універсідад Католіка».
Своєю грою за останню команду привернув увагу представників тренерського штабу клубу «Греміо», до складу якого приєднався 2020 року. Відіграв за команду з Порту-Алегрі наступний сезон своєї ігрової кар'єри.
Протягом 2021—2022 років захищав кольори клубу «Алтай».
До складу клубу «Універсідад Католіка» приєднався 2022 року. Станом на 3 жовтня 2024 року відіграв за команду із Сантьяго 51 матч в національному чемпіонаті.

## Виступи за збірні
У 2011 році залучався до складу молодіжної збірної Чилі. На молодіжному рівні зіграв у 7 офіційних матчах.
У 2017 році дебютував в офіційних матчах у складі національної збірної Чилі.
У складі збірної був учасником розіграшу Кубка Америки 2021 року у Бразилії.
| Дата       | Місто                        | Господарі | Результат | Гості        | Турнір                       | Голи | Примітки |
| ---------- | ---------------------------- | --------- | --------- | ------------ | ---------------------------- | ---- | -------- |
| 11-1-2017  | Наньнін                      | Чилі      | 1 – 1     | Хорватія     | товариський матч             | 1    | 82'      |
| 15-1-2017  | Наньнін                      | Ісландія  | 0 – 1     | Чилі         | товариський матч             | -    | 66' 90'  |
| 2-6-2017   | Нюньйоа                      | Чилі      | 3 – 0     | Буркіна-Фасо | товариський матч             | -    | 46'      |
| 9-6-2017   | Москва                       | Росія     | 1 – 1     | Чилі         | товариський матч             | -    | 81'      |
| 21-11-2018 | Темуко                       | Чилі      | 4 – 1     | Гондурас     | товариський матч             | -    | 89'      |
| 6-9-2019   | Лос-Анджелес                 | Чилі      | 0 – 0     | Аргентина    | товариський матч             | -    | 77' 82'  |
| 11-9-2019  | Сан-Педро-Сула               | Гондурас  | 2 – 1     | Чилі         | товариський матч             | -    | 80'      |
| 12-10-2019 | Аліканте                     | Колумбія  | 0 – 0     | Чилі         | товариський матч             | -    | 71'      |
| 15-10-2019 | Аліканте                     | Чилі      | 3 – 2     | Гвінея       | товариський матч             | -    | 75'      |
| 9-10-2020  | Монтевідео                   | Уругвай   | 2 – 1     | Чилі         | Відбір до ЧС 2022            | -    | 68'      |
| 14-10-2020 | Нюньйоа                      | Чилі      | 2 – 2     | Колумбія     | Відбір до ЧС 2022            | -    | 74'      |
| 13-11-2020 | Сантьяго                     | Чилі      | 2 – 0     | Перу         | Відбір до ЧС 2022            | -    | 70'      |
| 17-11-2020 | Каракас                      | Венесуела | 2 – 1     | Чилі         | Відбір до ЧС 2022            | -    | 46'      |
| 27-3-2021  | Ранкагуа                     | Чилі      | 2 – 1     | Болівія      | товариський матч             | -    | 64'      |
| 3-6-2021   | Сантьяго-дель-Естеро (місто) | Аргентина | 1 – 1     | Чилі         | Відбір до ЧС 2022            | -    | 65'      |
| 14-6-2021  | Ріо-де-Жанейро               | Аргентина | 1 – 1     | Чилі         | Копа Америка 2021 - 1-й етап | -    | 77'      |
| 18-6-2021  | Куяба                        | Чилі      | 1 – 0     | Болівія      | Копа Америка 2021 - 1-й етап | -    | 65'      |
| 24-6-2021  | Бразилія (місто)             | Чилі      | 0 – 2     | Парагвай     | Копа Америка 2021 - 1-й етап | -    | 68'      |
| Усього     |                              | Матчів    | 18        |              | Голів                        | 1    |          |

## Титули і досягнення
- Чемпіон Чилі (1):

«Універсідад Католіка»: 2019
- Володар Кубка Чилі (1):

«Депортес Ікіке»: 2013-2014
- Володар Суперкубка Чилі (1):

«Універсідад Католіка»: 2019